# August Bechem

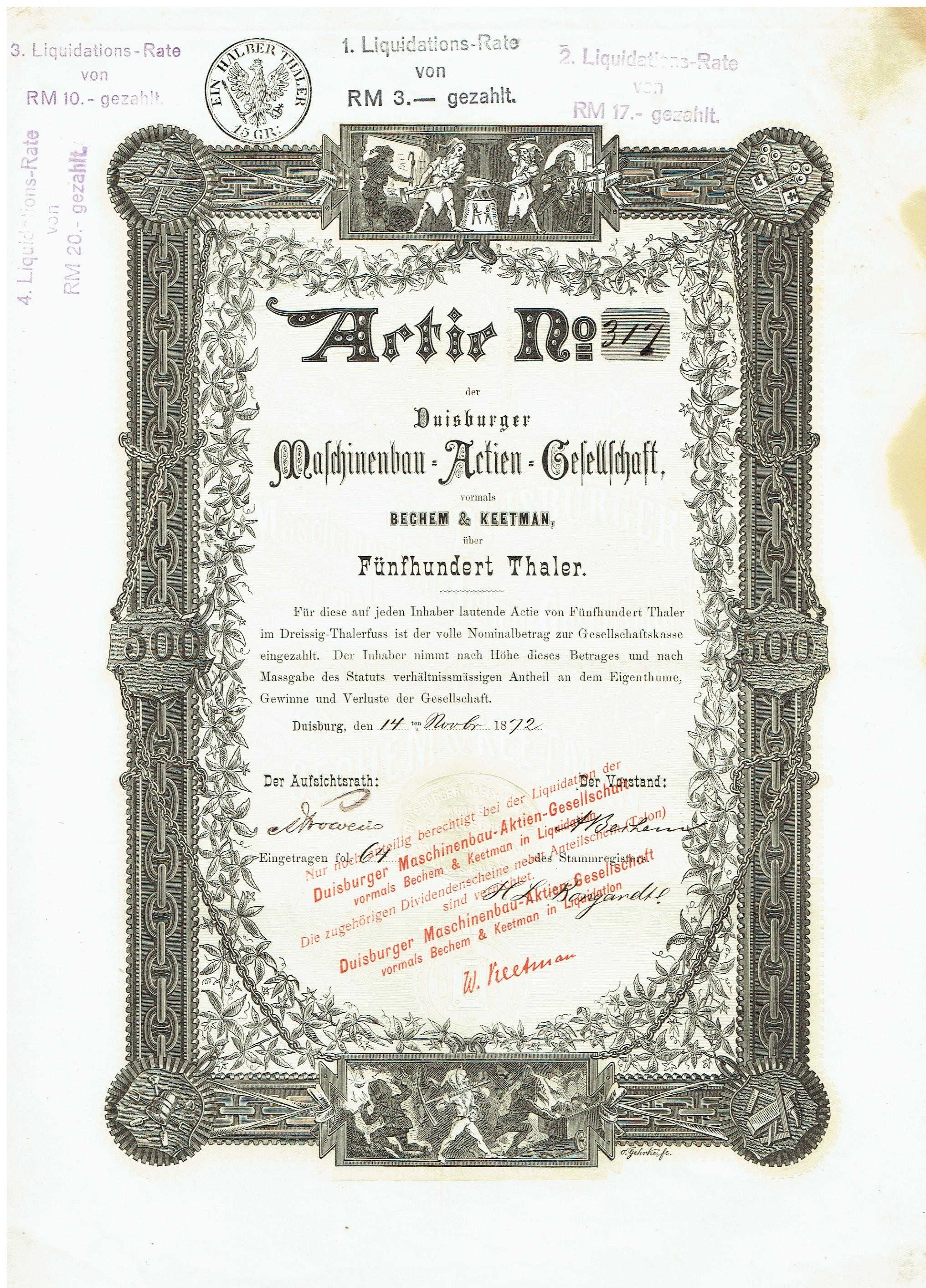
Aktie über 500 Taler der Duisburger Maschinenbau-AG vormals Bechem & Keetman vom 14. November 1872; mit eigenhändiger Unterschrift von Vorstand August Bechem

August Bechem (* 13. Mai 1838 in Emmerich; † 13. Oktober 1873 in Duisburg; vollständiger Name: August Johann Friedrich Bechem) war ein deutscher Ingenieur und Unternehmer der Maschinenbauindustrie.

## Leben
Seine Eltern waren der Weinhändler Johann Friedrich August Bechem (1810–1850) und dessen Ehefrau Louisa Juliana Bechem, eine Tochter des Elberfelder Baumeisters Wilhelm Hüls († 1838).
Nach seiner technischen Ausbildung an der Gewerbeschule Hagen begann er als Ingenieur bei der Isselburger Hütte. Er bewährte sich bei der Montage von Baggermaschinen, womit das Ausbaggern des Dollart wieder aufgenommen werden konnte. Danach erhielt er eine leitende Stellung und lernte Theodor Keetman kennen.
Zur Erweiterung seiner Kenntnisse wechselte er zum Unternehmen Funcke & Elbers in Hagen und lernte den Bau von Puddelanlagen und Walzwerken. Bald übernahm er die technische Leitung des Unternehmens und konnte den befreundeten Keetmann als Buchhalter gewinnen. Auf einer Reise durch England studierte er die dortige Kleineisenindustrie.
Die beiden Freunde wollten ein eigenes Unternehmen gründen. Wie Bechem in einem Brief vom 26. März 1861 ausführt, wollten sie mit Kapital aus dem Verwandten- und Freundeskreis Eisenwaren herstellen, die in großen Mengen gebraucht wurden, und entschlossen sich zur Fabrikation von Ketten und Hufeisen. Im Februar 1862 setzten sie einen zehnjährigen Vertrag für eine Fabrik in Duisburg auf. Wenige Monate später erfuhren sie, dass die stillgelegte Maschinenfabrik des kurz zuvor verstorbenen Ewald Hülsmann für 18.000 Taler zu kaufen sei, und am 15. Oktober 1862 schlossen sie den Kaufvertrag ab.
Unter der Firma Bechem & Keetman, mit Bechem als technischen Leiter, stellte die Fabrik vornehmlich Walzen, hydraulische Winden und Pufferhülsen her; außerdem betrieb sie eine Gelbgießerei. 1872 wandelten sie das Unternehmen in die Duisburger Maschinen-AG vormals Bechem & Keetmann um, aus der später die Demag hervorging.
August Bechem war Mitglied im Verein Deutscher Ingenieure (VDI).